# Turistická značená trasa 7271
 Turistická značená trasa 7271 je 1 km dlouhá žlutě značená trasa Klubu českých turistů v okrese Náchod tvořící alternativní směr k hlavní turistické trase v Babiččině údolí. Její převažující směr je severní. V celé délce je sledována naučnou stezkou Babiččino údolí.

## Průběh trasy
Turistická trasa má svůj počátek v Babiččině údolí u Bílého mostu přes Úpu na rozcestí se zeleně značenou trasou 4224 z České Čermné do Větrníku a červeně značenou Cestou Boženy Němcové z České Skalice do Rtyně v Podkrkonoší. S ní vede z počátku v krátkém souběhu. Po jeho skončení na protější straně údolí stoupá po asfaltové komunikaci k severu. Na horní hraně svahu jí opouští stejně jako dosud společně vedoucí naučnou stezku Po stopách erbu zlatého třmene a po lesní pěšině pokračuje na rozcestí s modře značenou trasou 1839 z Olešnice do Chvalkovic, kde končí.

## Historie
Trasa dříve neopouštěla asfaltovou komunikaci a pokračovala po ní do osady Rýzmburk pod stejnojmenný hrad.